# Zentralkupang
Zentralkupang (indonesisch Kupang Tengah) ist ein indonesischer Distrikt (Kecamatan) im Westen der Insel Timor.

## Geographie
| „Dorf“ (Desa/Kelurahan) | Verwaltungssitz | Fläche    | Einwohner | Bevölkerungs- dichte |
| ----------------------- | --------------- | --------- | --------- | -------------------- |
| Oelnasi                 | Oelnasi         | 12,97 km² | 2896      | 223                  |
| Oelpuah                 | Oelpuah         | 23,58 km² | 1797      | 76                   |
| Oebelo                  | Oebelo          | 9,76 km²  | 6436      | 659                  |
| Noelbaki                | Noelbaki        | 17,70 km² | 12.628    | 713                  |
| Tarus                   | Tarus           | 4,23 km²  | 5847      | 1382                 |
| Ostpenfui               | Ostpenfui       | 10,59 km² | 9225      | 871                  |
| Mata Air                | Mata Air        | 5,96 km²  | 7235      | 1214                 |
| Tanah Merah             | Tanah Merah     | 10,00 km² | 4254      | 425                  |

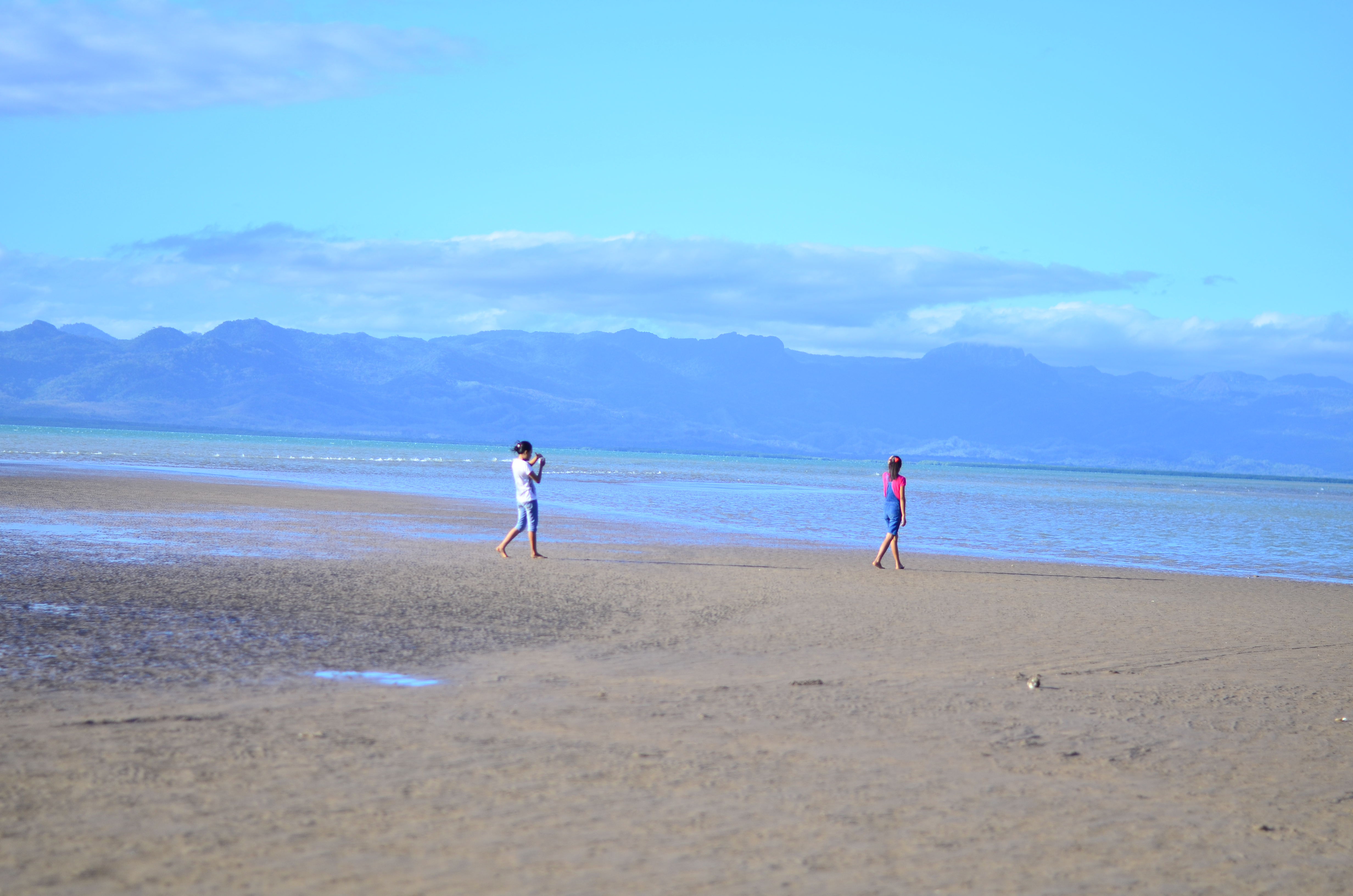
Strand von Panmuti

Der Distrikt befindet sich im Süden des Regierungsbezirks Kupang der Provinz Ost-Nusa-Tenggara (Nusa Tenggara Timur), am Südufer der Bucht von Kupang. Im Osten liegt der Distrikt Ostkupang (Kupang Timur), südlich Taebenu und im Westen die Stadt Kupang mit den Distrikten Kelapa Lima und Maulafa.
Zentralkupang hat eine Fläche von 94,79 km² und teilt sich in die sieben Desa Oelnasi, Oelpuah, Oebelo, Noelbaki,  Ostpenfui (Penfui Timur), Mata Air und Tanah Merah und dem Kelurahan Tarus. Das Territorium steigt merklich an. Oelnasi liegt auf einer Meereshöhe von über 170 m. Das tropische Klima teilt sich, wie sonst auch auf Timor, in eine Regen- und eine Trockenzeit. Die Landschaft wird von bewirtschafteten Feldern, Plantagen und Forsten geprägt.

## Einwohner
2017 lebten in Zentralkupang 50.318 Einwohner. 25.964 waren Männer, 24.354 Frauen. Die Bevölkerungsdichte lag bei 94,79 Personen pro Quadratkilometer. 11.874 Personen bekannten sich zum katholischen Glauben, 29.316 waren Protestanten und 1109 Personen muslimischen Glaubens. Im Distrikt gab es elf katholische und 37 protestantische Kirchen sowie fünf Moscheen.

## Wirtschaft, Infrastruktur und Verkehr
Die meisten Einwohner des Distrikts leben von der Landwirtschaft. Als Haustiere werden Rinder (13.257), Pferde (41), Büffel (20), Schweine (16.370), Ziegen (6198), Enten (502) und Hühner (18.324) gehalten. Auf 403 Hektar wird Mais angebaut, auf 1205,1 Hektar Reis, auf 145 Hektar Maniok und auf 50 Hektar Erdnüsse. Daneben erntet man Rote Zwiebeln, Kohl, Senf, Tomaten, Bananen, Mangos, Papayas, Wassermelonen, Kokosnüsse, Kapok, Lichtnüsse, Arecanüsse, Cashewnüsse, Lontar und Muskatnüsse.
In Zentralkupang gibt es neun Kindergärten, 20 Grundschulen, zwölf Mittelschulen und elf weiterführende Schulen. Zur medizinischen Versorgung stehen ein kommunales Gesundheitszentrum (Puskesmas) in Tarus, sieben medizinische Versorgungszentren (Puskesmas Pembantu) und zwei Hebammenzentren (Polindes) zur Verfügung. Im Distrikt sind drei Ärzte, 22 Hebammen und 18 Krankenschwestern tätig.
44,5 Kilometer Straßen sind asphaltiert. Mit Kies sind 90,3 Kilometer Straßen bedeckt. Einfache Lehmpisten im Distrikt haben eine Länge von 60,9 Kilometer. Der öffentliche Verkehr wird betrieben durch 35 Kleinbusse, 65 Pick-Ups, 37 Lastwagen, zwei Busse und 321 Motorrädern.